# Worplesdon
Worplesdon – wieś w Anglii, w hrabstwie Surrey, w dystrykcie Guildford. Leży 43 km na południowy zachód od centrum Londynu. Miejscowość liczy 1503 mieszkańców.